# Ponte da Barca (freguesia)
A Freguesia de Ponte da Barca foi uma freguesia portuguesa do Município de Ponte da Barca que tinha 0,95 km² de área e 2 371 habitantes (2011), e, por isso, uma densidade populacional de 2 495,8 hab/km².
Foi extinta (agregada) pela reorganização administrativa de 2012/2013, tendo o seu território sido agregado ao das Freguesias de Vila Nova de Muía e de Paço Vedro de Magalhães para criar a União das Freguesias de Ponte da Barca, Vila Nova de Muía e Paço Vedro de Magalhães.

## População
| População da freguesia de Ponte da Barca | População da freguesia de Ponte da Barca | População da freguesia de Ponte da Barca | População da freguesia de Ponte da Barca | População da freguesia de Ponte da Barca | População da freguesia de Ponte da Barca | População da freguesia de Ponte da Barca | População da freguesia de Ponte da Barca | População da freguesia de Ponte da Barca | População da freguesia de Ponte da Barca | População da freguesia de Ponte da Barca | População da freguesia de Ponte da Barca | População da freguesia de Ponte da Barca | População da freguesia de Ponte da Barca | População da freguesia de Ponte da Barca |
| ---------------------------------------- | ---------------------------------------- | ---------------------------------------- | ---------------------------------------- | ---------------------------------------- | ---------------------------------------- | ---------------------------------------- | ---------------------------------------- | ---------------------------------------- | ---------------------------------------- | ---------------------------------------- | ---------------------------------------- | ---------------------------------------- | ---------------------------------------- | ---------------------------------------- |
| 1864                                     | 1878                                     | 1890                                     | 1900                                     | 1911                                     | 1920                                     | 1930                                     | 1940                                     | 1950                                     | 1960                                     | 1970                                     | 1981                                     | 1991                                     | 2001                                     | 2011                                     |
| 1 006                                    | 1 006                                    | 1 064                                    | 1 106                                    | 1 076                                    | 678                                      | 1 196                                    | 1 194                                    | 1 280                                    | 1 262                                    | 1 151                                    | 1 586                                    | 1 882                                    | 2 308                                    | 2 371                                    |

| Distribuição da População por Grupos Etários | Distribuição da População por Grupos Etários | Distribuição da População por Grupos Etários | Distribuição da População por Grupos Etários | Distribuição da População por Grupos Etários | Distribuição da População por Grupos Etários | Distribuição da População por Grupos Etários | Distribuição da População por Grupos Etários | Distribuição da População por Grupos Etários | Distribuição da População por Grupos Etários |
| -------------------------------------------- | -------------------------------------------- | -------------------------------------------- | -------------------------------------------- | -------------------------------------------- | -------------------------------------------- | -------------------------------------------- | -------------------------------------------- | -------------------------------------------- | -------------------------------------------- |
| Ano                                          | 0-14 Anos                                    | 15-24 Anos                                   | 25-64 Anos                                   | > 65 Anos                                    |                                              | 0-14 Anos                                    | 15-24 Anos                                   | 25-64 Anos                                   | > 65 Anos                                    |
| 2001                                         | 402                                          | 342                                          | 1 233                                        | 331                                          |                                              | 17,4%                                        | 14,8%                                        | 53,4%                                        | 14,3%                                        |
| 2011                                         | 364                                          | 272                                          | 1285                                         | 450                                          |                                              | 15,4%                                        | 11,5%                                        | 54,2%                                        | 19,0%                                        |

## Património
- Pelourinho de Ponte da Barca
- Ponte sobre o Lima
- Igreja de Ponte da Barca ou Igreja de São João Baptista
- Cruzeiro do Curro
- Ponte do Rio Vade

## Personalidades ilustres
- Senhor de Ponte da Barca
- Barão de Ponte da Barca e Visconde de Ponte da Barca